# Teddy Kristiansen
Pour les articles homonymes, voir Kristiansen.
Teddy Kristiansen, né le 1er juillet 1964 au Danemark, est un dessinateur de bande dessinée et de comics danois.

## Biographie
Après des études à la Ulrik Hoff's School of Drawing and Painting, Teddy Kristiansen publie sa première bande dessinée dans le magazine Pulp Pages (Kulørte Sider) en 1986. En 1990, il est le dessinateur de l'album Superman og Fredsbomben, le premier album de Superman réalisé hors des États-Unis. Il commence ainsi une carrière d'auteurs de comics d'abord pour Dark Horse Comics (Grendel Tales : Four Devils,  one Hell sur un scénario de James Robinson) puis pour DC Comics (House of Secrets sur un scénario de Steven T. Seagle). Avec ce dernier il réalise en 2004 un roman graphique, It's a Bird... qui leur valent un Eisner Award l'année d'après.

## Œuvre

### Albums publiés en français
- C'est un oiseau, scénario de Steven T. Seagle, dessins de Teddy Kristiansen, Panini Comics, collection Vertigo Graphic Novel, 2010  (ISBN 978-2-80941-406-6)
- Le Carnet rouge, scénario et dessins de Teddy Kristiansen, Soleil Productions, collection Latitudes, 2007  (ISBN 2-84946-614-X)
- Grendel, scénario de James Robinson, dessins de Teddy Kristiansen, Panini Comics, collection 100% Génération comics
  1. Quatre démons, un enfer, 2003
- La Maison des secrets, scénario de Steven T. Seagle, dessins de Teddy Kristiansen, Le Téméraire, collection Vertigo
  1. Fondation, 1998  (ISBN 2-84399-003-3)
  2. Élévation, 1999  (ISBN 2-84399-053-X)
- Paroles d'étoiles, scénario et dessins collectifs, Soleil Productions
Mémoires d'enfants cachés, 1939-1945, 2008  (ISBN 978-2-30200-356-9)
Mémoires d'enfants cachés, 1939-1945 (2), 2009  (ISBN 978-2-29001-550-6)
- Sandman, scénario de Neil Gaiman, Panini Comics, collection Vertigo cult
  1.  Les Bienveillantes, dessins de Richard Case, D'Israeli, Glyn Dillon, Dean Ormston, Teddy Kristiansen, Charles Vess et Marc Hempel, 2008  (ISBN 978-2-8094-0410-4)
- Starman omnibus, scénario de James Robinson, Panini Comics, collection DC Omnibus
  1. Volume 1, dessins d'Amanda Conner, Chris Sprouse, Tommy Lee Edwards, Stuart Immonen, Teddy Kristiansen, Matt Smith, Gary Erskine, Tony Harris et Andrew Robinson, 2009  (ISBN 978-2-80940-861-4)
- Les Mondes de Lovecraft, scénario de Patrick Renault, Soleil Productions 
  1. Arcanes, dessins d'Olivier Peru, Jean-Jacques Dzialowski, Teddy Kristiansen, Christophe Palma, Stéphane Collignon[2], 2008  (ISBN 978-2-302-00202-9)

### Albums publiés en anglais
- Grendel Tales - Four Devils, one Hell, scénario de James Robinson, dessins de Teddy Kristiansen, Dark Horse Comics, 1994  (ISBN 978-1-56971-027-2)
- Grendel: Black, White & Red, scénario de Matt Wagner, dessins collectifs, Dark Horse Comics, 2000  (ISBN 978-1-56971-493-5)
- House of Secrets, scénario de Steven T. Seagle, DC Comics, collection Vertigo
  1. Foundation (1), dessins de Teddy Kristiansen, 1996
  2. Foundation (2), dessins de Teddy Kristiansen, 1996
  3. Foundation (3), dessins de Teddy Kristiansen, 1996
  4. Foundation (4), dessins de Teddy Kristiansen, 1997
  5. Foundation (Epilogue), dessins de Teddy Kristiansen, 1997
  6.  Blueprint: Elevation A, dessins de Teddy Kristiansen, 1997
  7. The Road to you: Getting there (1), dessins de Teddy Kristiansen, 1997
  8.  The Book of Law (3), dessins de Teddy Kristiansen, 1997
  9. The Book of Law (4), dessins de Teddy Kristiansen, 1997
  10.  The Road to you: Leaving there (1), dessins de Teddy Kristiansen, 1998
  11. The Road to you: Leaving there (2), dessins de Teddy Kristiansen, 1998
  12. The Road to you: Leaving there (3), dessins de Teddy Kristiansen, 1998
  13.  Basement (1), dessins de Teddy Kristiansen, 1998
  14. Basement (2), dessins de Teddy Kristiansen, 1998
  15. Basement (3), dessins de Teddy Kristiansen, 1998
  16. Attic, dessins de Teddy Kristiansen, 1998
  17. Blueprint: Elevation B, dessins de Teddy Kristiansen, 1998
- Sandman Mystery Theatre, DC Comics, collection Vertigo
HS. Sandman Midnight Theatre, scénario de Neil Gaiman, dessins de Teddy Kristiansen, 1995  (ISBN 1-56389-208-1)
- Starman, scénario de James Robinson, DC Comics
The Starman Omnibus volume 1, dessins de Christian Hojgaard, Amanda Conner, Chris Sprouse, Kim Hagen, Bjarne Hansen, Tommy Lee Edwards, Andrew Robinson, Tony Harris, Gary Erskine, Teddy Kristiansen et Matt Smith, 2008  (ISBN 978-1-40121-699-3)
- Testament, scénario et dessins collectifs, Metron Press, 2003

## Récompenses
- 2002 : Prix Eisner du meilleur peintre ou artiste multimédia pour C'est un oiseau...